# L’auberge espagnole – Wiedersehen in St. Petersburg
L’auberge espagnole – Wiedersehen in St. Petersburg (Originaltitel: Les Poupées russes) ist eine französisch-britische Filmkomödie aus dem Jahr 2005. Es handelt sich um den zweiten Teil einer Filmtrilogie, bei dem Cédric Klapisch wie beim Vorgänger L’auberge espagnole (2002) und dem dritten Teil Beziehungsweise New York (2013) die Regie führte.

## Handlung
Fünf Jahre nachdem der Franzose Xavier ein Studienjahr als VWL-Student in Barcelona verbracht hat, zieht er während einer Zugfahrt Bilanz und blickt auf das letzte Jahr zurück: Mit fast 30 hegt er immer noch den Wunsch, Schriftsteller zu werden. Er hat noch keinen großen Erfolg und arbeitet daher als Ghostwriter oder schreibt Drehbücher für kitschige Fernsehserien. Sein Liebesleben ist ein einziges Chaos. Ständig lernt er neue Frauen kennen, doch mit keiner hält es lange.
Als Xavier aus seiner Pariser Wohnung ausziehen muss, kommt er bei seiner lesbischen Freundin Isabelle unter. Um seinem 98-jährigen Großvater eine Freude zu bereiten, bittet er sie, sich bei einem gemeinsamen Essen als seine Verlobte auszugeben. Isabelle, die sich nur widerwillig dazu bereiterklärt, lässt ihn anschließend bei einer Party mit ihren lesbischen Freundinnen als Frau verkleiden. Seine Ex-Freundin Martine, mit der er immer noch gut befreundet ist und um deren Sohn er sich kümmert, während Martine verreist ist, sucht auf der Party bei ihm Trost. Xavier weist ihre Annäherungsversuche zurück, lässt sie jedoch bei sich übernachten. Als am nächsten Morgen Martine und Xaviers neueste Flamme Kassia aufeinandertreffen und Xavier Martine als Niemand abtut, wenden sich beide enttäuscht von ihm ab.
Aus dem neuen Fernsehfilm, für den Xavier das Drehbuch schreiben soll, wird plötzlich eine französisch-britische Koproduktion. Um den Auftrag nicht zu verlieren, überzeugt er die französischen Fernsehproduzenten, das Skript auch auf Englisch schreiben zu können. Als Koautorin steht ihm die Engländerin Wendy zur Seite, mit der er und Isabelle in der Barcelona-WG zusammengelebt haben. Deren Bruder William hatte sich zuvor mit Xavier in Paris getroffen, ihm von seinen Heiratsplänen mit einer russischen Ballerina erzählt und ihm schließlich Wendy als talentierte Autorin empfohlen. Xavier und Wendy, die in London wohnt und sich gerade von ihrem gewalttätigen Freund Edward getrennt hat, arbeiten fortan eng zusammen.
Xavier erhält schließlich das Angebot, dem Model Celia Shelburn dabei zu helfen, ihre Memoiren zu verfassen, und pendelt nun zwischen London und Paris. Xavier und Celia kommen sich dabei näher. Wendy wiederum lässt sich erneut auf Edward ein, was Xavier nicht nachvollziehen kann und ihn verärgert zurücklässt. Wendy stellt ihn schließlich zur Rede. Xavier gibt ihr einen Kuss und sie landen zusammen im Bett. Als Edward bei Wendy auftaucht und sie bedrängt, setzt ihn Xavier entschlossen vor die Tür.
Zusammen mit Wendy reist Xavier nach Sankt Petersburg und hofft, auf dieser Reise über sein chaotisches Leben nachdenken zu können und sich endlich über seine Gefühle klar zu werden. In der russischen Metropole will Wendys Bruder William die Ballerina Natacha heiraten, die er während eines Gastspiels in London kennengelernt hat, und alle ehemaligen Bewohner der Barcelona-WG sind eingeladen. Celia hält sich derweil in Moskau auf und will sich dort mit Xavier treffen. Wendy gegenüber gibt Xavier vor, der Arbeit wegen nach Moskau zu müssen. Wendy ahnt jedoch, dass er sie dort mit Celia betrügt. Das Model, in dem Xavier eine Traumfrau sieht, lässt ihn daraufhin in einer Disko allein und desillusioniert zurück.
Nach seiner Rückkehr nach Sankt Petersburg gibt sich Wendy enttäuscht und unversöhnlich – sie könne ihm nicht mehr vertrauen, sei Xavier doch immer auf der Suche nach der perfekten Frau. Auch die anderen WG-Bewohner – Isabelle, Soledad, Lars, Tobias und Alessandro – sind inzwischen eingetroffen. Gemeinsam feiern sie Williams und Natachas Hochzeit. Auf einer Bootsfahrt mit der Hochzeitsgesellschaft kommen sich Xavier und Wendy wieder näher und versöhnen sich.
Xaviers Zug trifft schließlich am Bahnhof in London ein, wo Wendy auf ihn gewartet hat und ihn mit einem Kuss begrüßt.

## Hintergrund
Gedreht wurde in Paris, London und Sankt Petersburg. Drehorte in Paris waren unter anderem die Gare du Nord und der Boulevard du Montparnasse. In London wurde in den Shepperton Studios sowie vor Ort am Bahnhof London Waterloo, vor der Royal Albert Hall, am Piccadilly Circus, auf dem Primrose Hill und in der Chalcot Road (Wendys Haus) gedreht. In Sankt Petersburg dienten der Gribojedow-Kanal mit der Löwenbrücke, die Prachtstraßen Newski-Prospekt und Liteiny-Prospekt mit der Liteiny-Brücke, die „perfekte Straße“ Zodchego Rossi, das Mariinski-Theater, der Moskauer Bahnhof, das Denkmal Der eherne Reiter sowie die Newa mit Blick auf die Stadt als Schauplätze. Als Szenenbildner traten Marie Cheminal und Chris Edwards (London) in Erscheinung, das Kostümbild übernahm wie beim ersten Teil Anne Schotte.

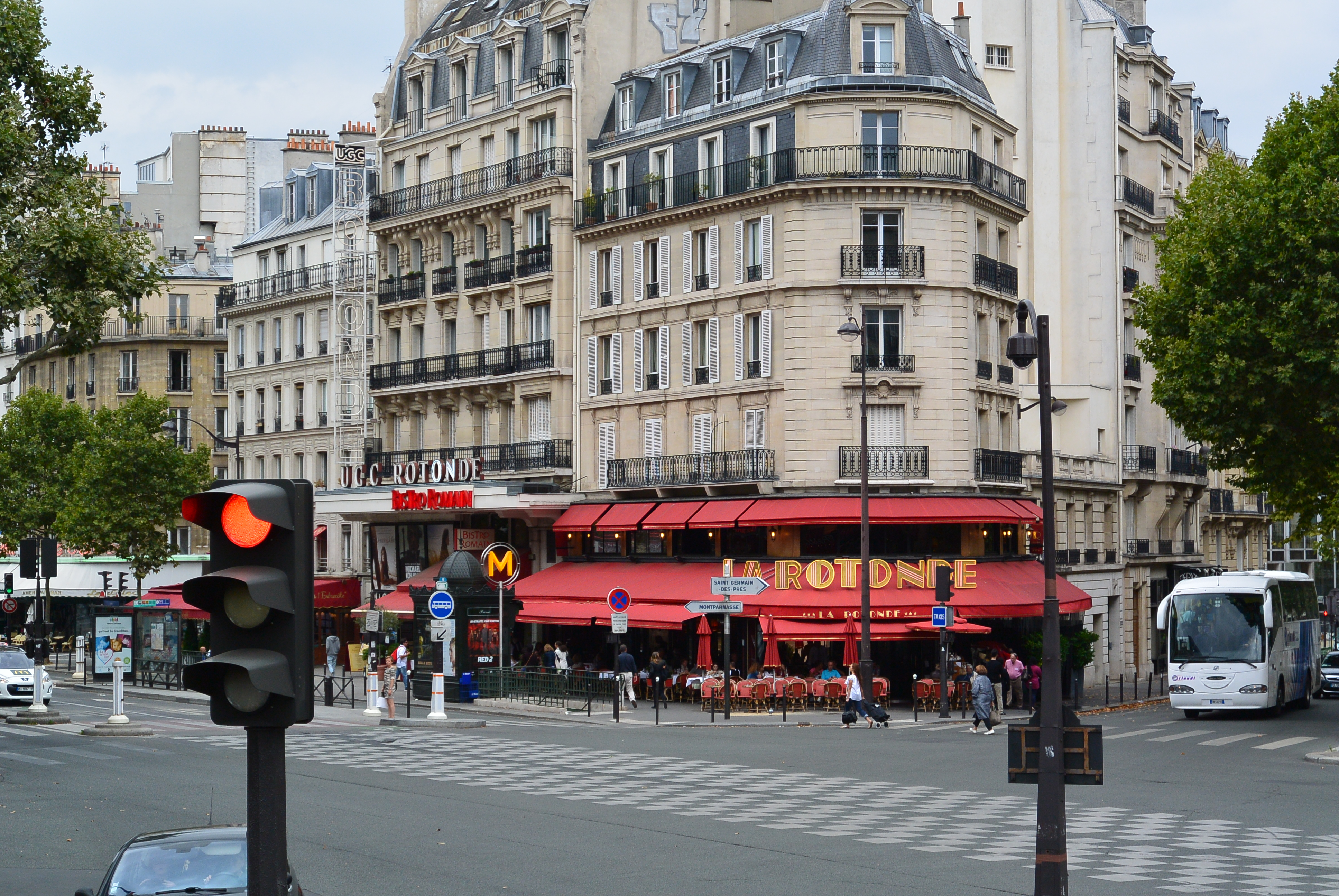
Boulevard du Montparnasse
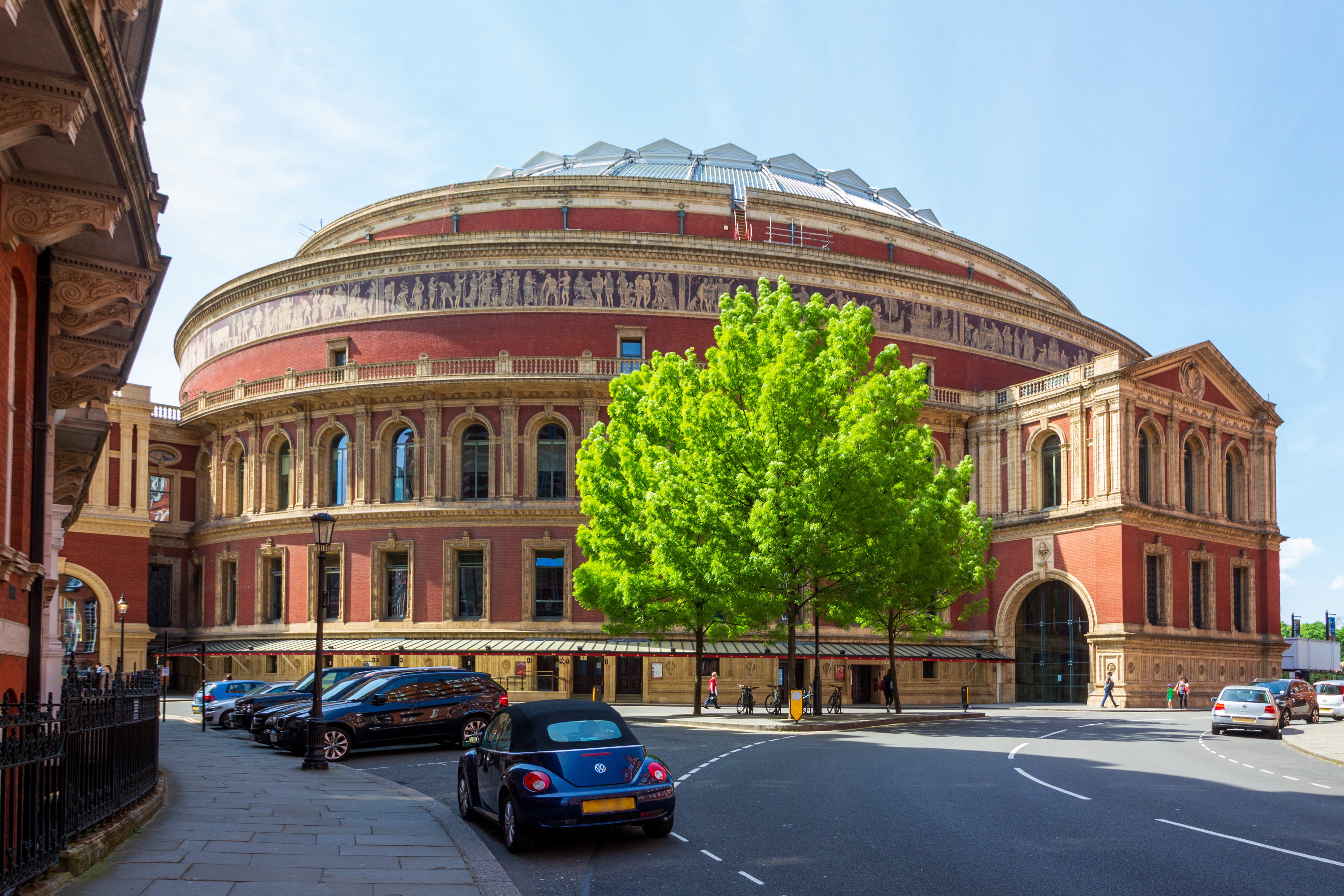
Royal Albert Hall
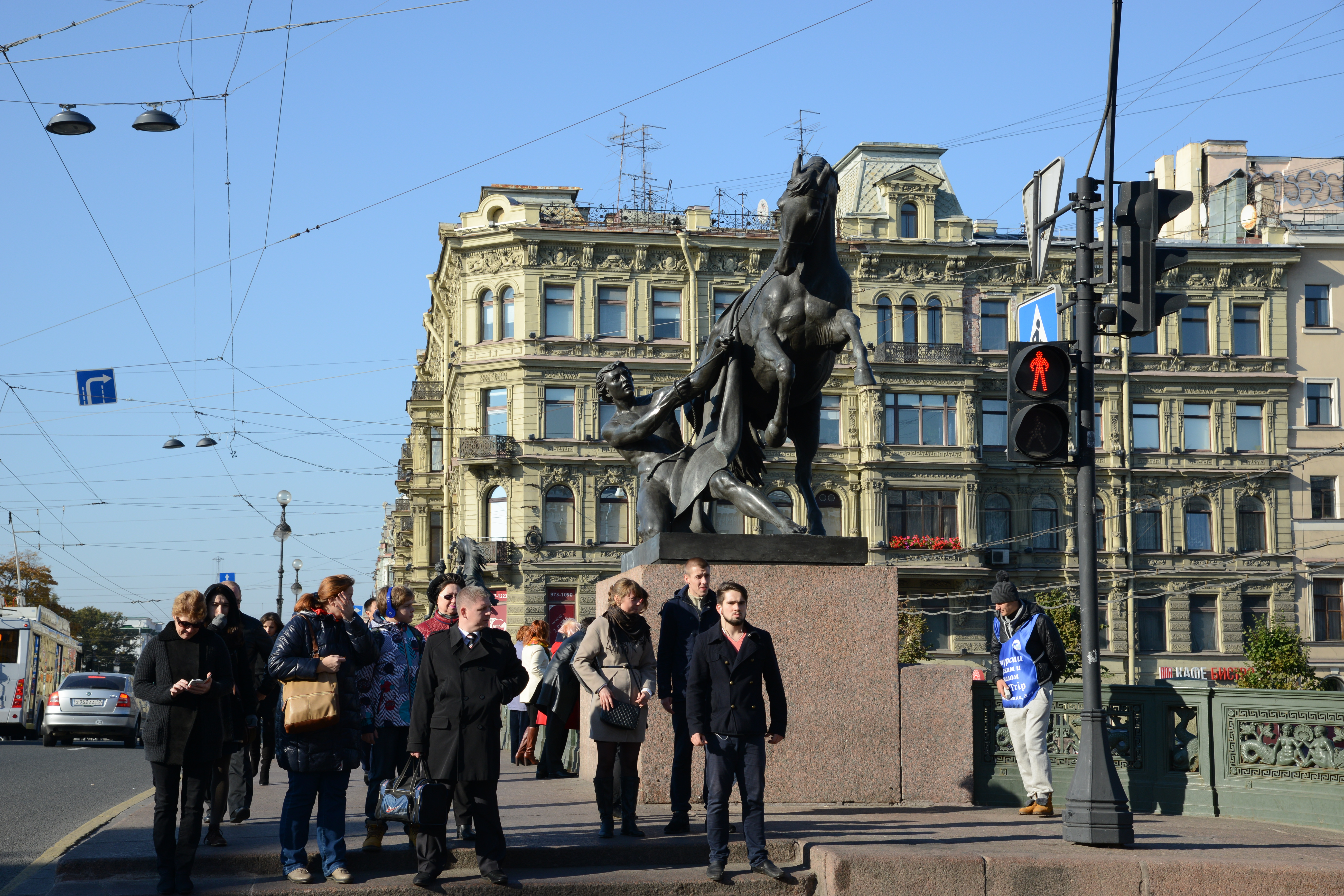
Newski-Prospekt mit Pferdebändiger
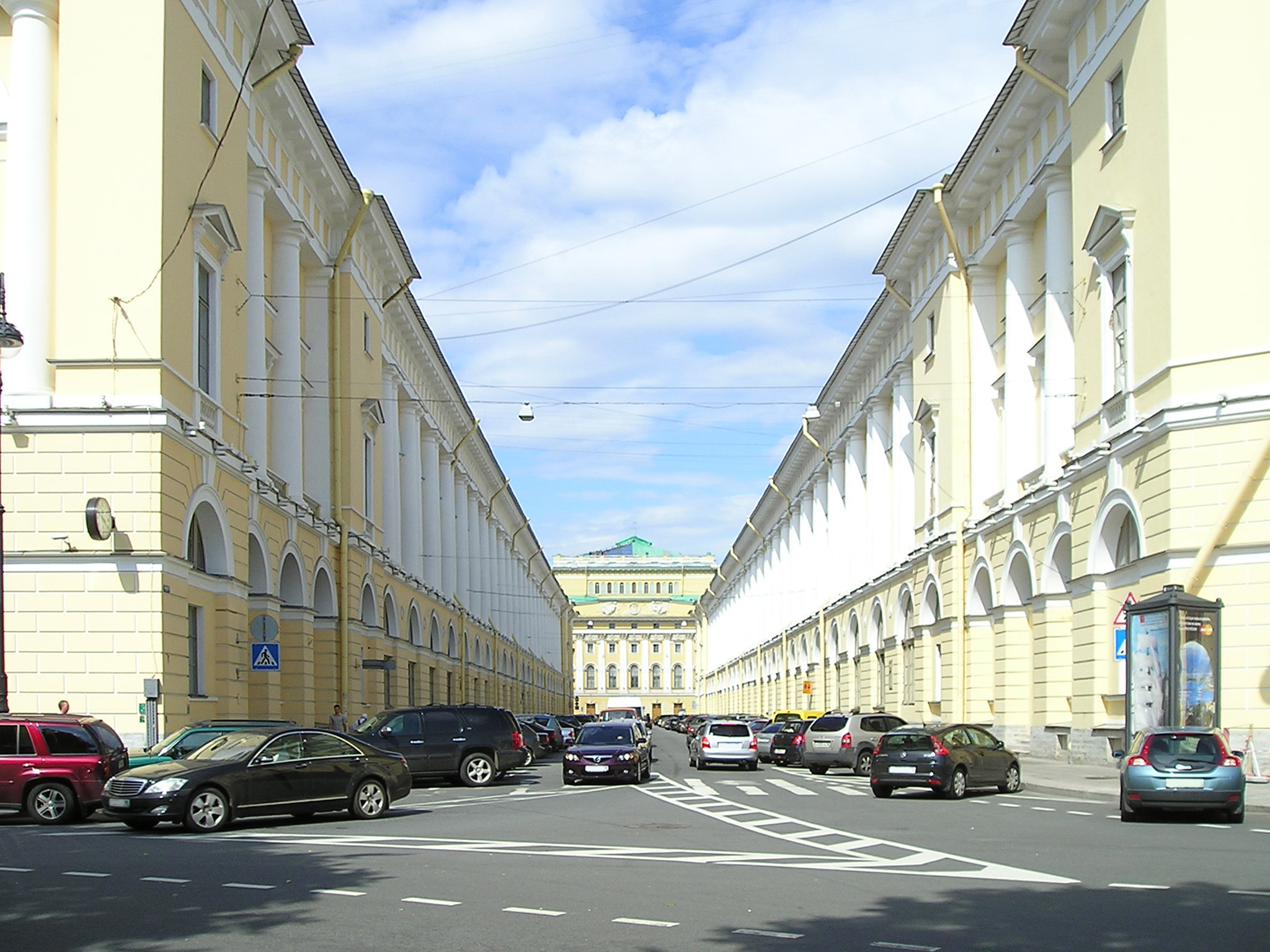
Zodchego Rossi
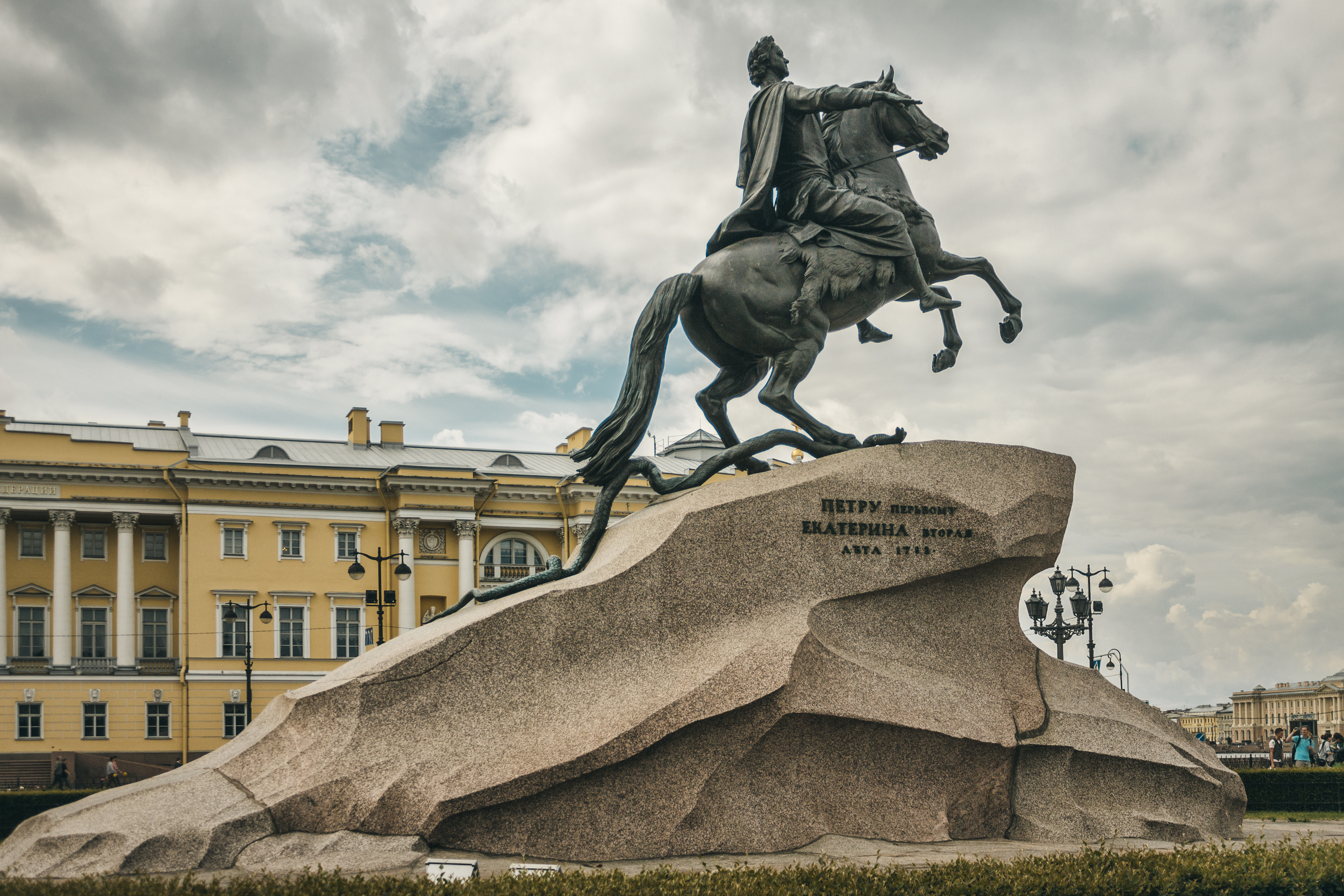
Das Denkmal Der eherne Reiter
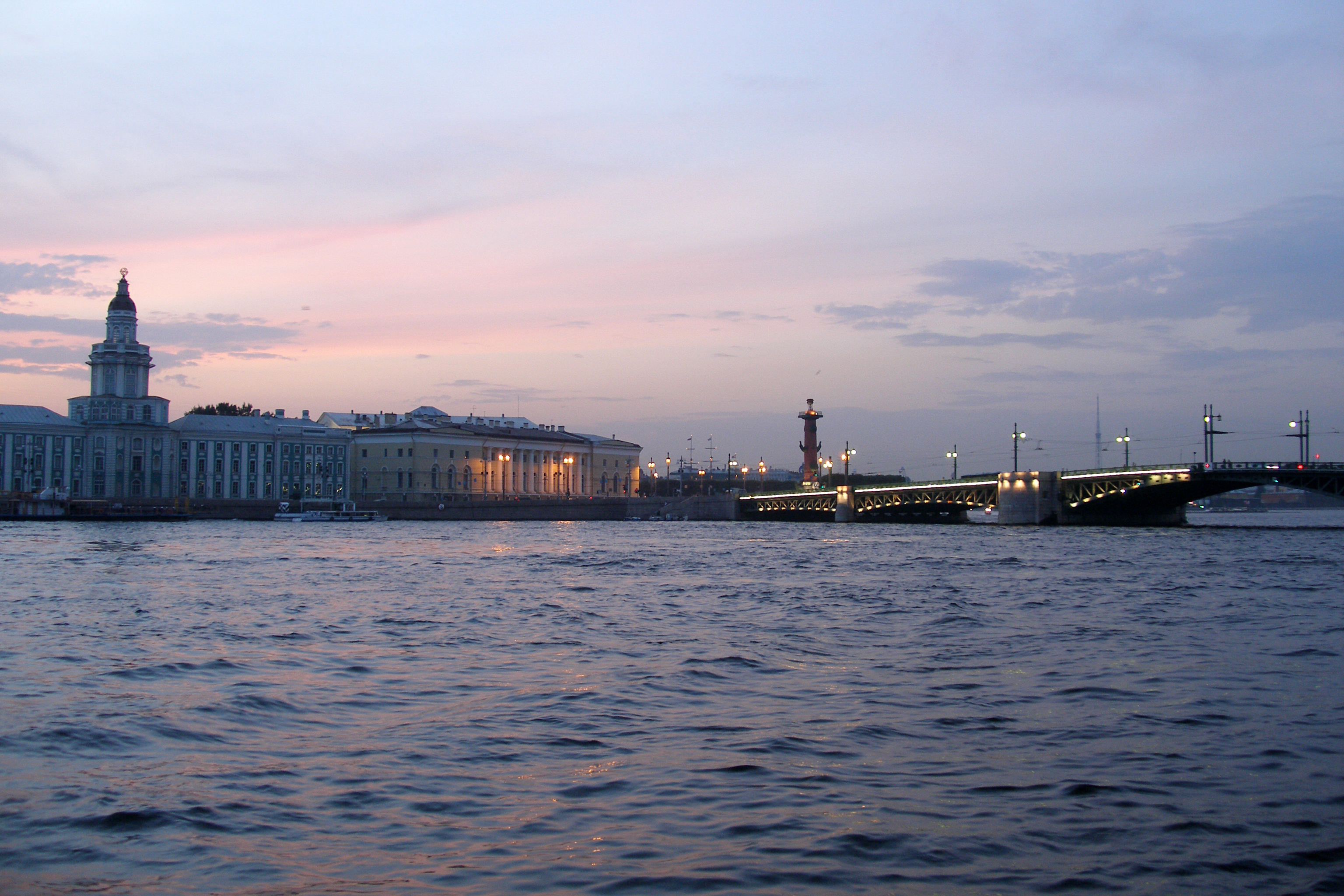
Newa in Sankt Petersburg

## Soundtrack
Neben der für den Film komponierten Musik von Loïc Dury, Laurent Levesque, Christophe Minck und Bruno Epron Mahmoudi, die unter dem Projektnamen „Kraked Unit“ zusammenarbeiteten, wurden auch andere Songs und Kompositionen im Film verwendet:
- Body Language (Instrumental) von Da GrassRoots feat. Saukrates & Choclair
- Te Deum von Marc-Antoine Charpentier
- Suite Nr. I in G-Dur für Violoncello: Prélude (BWV 1007) von Johann Sebastian Bach
- Disco King von Olivier Montel
- Dutchy von Track Addicts
- Schwanensee von Pjotr Iljitsch Tschaikowski
- One Fudge von El Fudge
- Bitches on the Ground von Spleen
- Horosho von Verka Serduchka
- Mysteries von Beth Gibbons & Rustin Man
- Ready 4 Life von Pro-Sonic
- Izvorski Biseri von Boban Marković Orkestar
- Hochzeitsmarsch von Felix Mendelssohn Bartholdy
- Smile von Seti
- Mama mne Govorit von Diody

Der Soundtrack des Films wurde 2005 vom Label Up Music (Warner Music France) mit insgesamt 18 Tracks auf CD veröffentlicht.

## Rezeption

### Veröffentlichung
Der Film lief am 15. Juni 2005 in den französischen Kinos an, wo ihn über 2,98 Millionen Zuschauer sahen. In der deutschsprachigen Schweiz war er ab dem 27. Oktober 2005 in den Kinos zu sehen, in Deutschland und Österreich am 3. bzw. 4. November 2005. Weltweit spielte L’auberge espagnole – Wiedersehen in St. Petersburg bei Produktionskosten von 10,67 Millionen Euro rund 23,7 Millionen Dollar an den Kinokassen ein. Im Jahr 2006 erschien der Film in Deutschland auf DVD. Die deutsche Free-TV-Premiere fand am 25. Februar 2009 auf ProSieben statt. Eine Blu-ray-Veröffentlichung folgte 2011.

### Kritiken
Das Lexikon des internationalen Films sah im zweiten Teil der L’auberge-espagnole-Trilogie ein „kurzweiliges Kinovergnügen“. Der Film sei „[v]erspielt-cartoonesk erzählt“, könne insbesondere durch die „vorzüglichen Darsteller“ punkten und werde im weiteren Verlauf „zu einem liebenswürdigen Lehrstück über das Leben und die Liebe“.
Cinema lobte, dass der Film keine übliche Fortsetzung sei, bei der das Erfolgsrezept des Vorgängers im Prinzip nur wiederholt werde, und Regisseur Cédric Klapisch dabei den Fokus auf nur wenige der ursprünglichen Charaktere gelegt habe. Xaviers und Wendys Liebesgeschichte, die Klapisch „so amüsant wie möglich und so ernst wie nötig [erzählt]“, sei „zwar subtil und realitätsnah […], aber auch durch und durch romantisch“. Entstanden sei kurzum eine „bittersüße Komödie über das Erwachsenwerden […] mit Charme, Pfiff und tollen Darstellern“.
Martin Schwickert vom Tagesspiegel konstatierte, dass analog zu Klapischs präziser Weiterentwicklung der Charaktere auch die Darsteller seit dem ersten Teil viel „erwachsener geworden“ seien. Der Film werde so von einer „Wiedersehensparty mit sympathischen Filmfiguren“ schon bald „zum eigenständigen Porträt der Wir-um-die-30-Generation, die zwischen Anpassungsängsten und Etablierungssehnsüchten hin und her geschleudert wird“.

### Auszeichnungen
Cécile de France, die für die Rolle der lesbischen Isabelle bereits 2003 den César als beste Nachwuchsdarstellerin erhalten hatte, wurde 2006 für ihre Darbietung im zweiten Teil erneut mit dem französischen Filmpreis ausgezeichnet, diesmal in der Kategorie Beste Nebendarstellerin. Kelly Reilly war ebenfalls in dieser Kategorie nominiert. Eine Nominierung für den César erhielt auch Francine Sandberg in der Kategorie Bester Schnitt.
Im selben Jahr war L’auberge espagnole – Wiedersehen in St. Petersburg für den Globe de cristal als bester Film nominiert. Die Darstellerriege des Films wurde 2007 mit einer Nominierung für den Chlotrudis Award in der Kategorie Bestes Schauspielensemble bedacht.

## Deutsche Fassung
Die deutsche Synchronfassung entstand bei der Christa Kistner Synchronproduktion in Potsdam nach dem Dialogbuch von Michael Schlimgen. Die Dialogregie übernahm Marius Clarén.
| Rolle                   | Darsteller       | Synchronsprecher          |
| ----------------------- | ---------------- | ------------------------- |
| Xavier                  | Romain Duris     | Norman Matt               |
| Wendy                   | Kelly Reilly     | Marie Bierstedt           |
| Martine                 | Audrey Tautou    | Katherina Mai             |
| Isabelle                | Cécile de France | Tanja Geke                |
| William                 | Kevin Bishop     | Kim Hasper                |
| Celia Shelburn          | Lucy Gordon      | Anna Carlsson             |
| Kassia                  | Aïssa Maïga      | Peggy Sander              |
| Gérard                  | Olivier Saladin  | Ernst Meincke             |
| Monsieur Boubaker       | Zinedine Soualem | Michael Pan               |
| Barbara                 | Frédérique Bel   | Antje von der Ahe         |
| Miguel                  | Jake Canuso      | Sebastian Christoph Jacob |
| Soledad                 | Cristina Brondo  | Carolina Vera             |
| Verleger Michel Hermann | Bernard Haller   | Uli Krohm                 |